# Agnès Bernouilly
 (mai 2025).
Agnès Bernouilly, née en 1825 à Berlin-Pankow et morte en 1893, est une pianiste et compositrice allemande.

## Biographie
Agnès Bernouilly est l'élève de Carl Böhmer (de). Elle est présente dans la vie musicale publique berlinoise en tant que compositrice durant la seconde moitié du XIXe siècle. Ses compositions ont notamment été jouées par la Liebig'sche Kapelle dans les concerts symphoniques populaires de Berlin, et ses chansons et pièces pour piano ont été imprimées par différentes maisons d'édition berlinoises. Carl von Ledebur l'a inscrite en 1861 dans le Tonkünstler-Lexicon Berlin's en tant que compositrice, et Anna Morsch lui a consacré un article dans son livre Deutschlands Tonkünstlerinnen de 1893. En 1854, un motet d'Agnes Bernouilly sur un texte de Fanny Mendelssohn a été interprété lors de la fête de la fondation Elisabethstift à Pankow. Plusieurs de ses compositions pour orchestre ont été fréquemment exécutées par l’orchestre Saro et d’autres. Ses ouvrages consistent en chants, études, scherzi et pièces diverses pour piano et sont très estimés.